# Telimenochora abortiva
Telimenochora abortiva — вид грибів, що належить до монотипового роду  Telimenochora. Цей вид був вперше відкритий у 1917 році Ф. Стівенс в Пуерто-Рико.